# Мар-оз-Иппопотам (озеро)
Мар-оз-Иппопотам (фр. Mare aux Hippopotames — в переводе «озеро гиппопотамов») — озеро в области Верхние Бассейны на западе Буркина-Фасо. Площадь поверхности — 600 км². Высота над уровнем моря — 300 м.
Озеро расположено в верховьях долины Мохон в 50 км к северу от Бобо-Диуласо и входит в бассейн Чёрной Вольты. В сезон дождей площадь озера составляет 6 км², минимальная площадь — 1,2 км². Озеро покрыто растительностью и является излюбленным местом обитания гиппопотамов, откуда и получило своё название. Кроме того, на озере обитает около 250 видов птиц, в том числе большое количество водоплавающих.
Большое значение озера для биоразнообразия региона подтверждается тем, что его бассейн в 1977 году был включён во Всемирную сеть биосферных резерватов, а в 1990 году был признан водно-болотными угодьями, охраняемыми Рамзарской конвенцией. Озеро находится в ядре одноимённого резервата и является священным местом для местных жителей.
В настоящее время на берегу озера нет населённых пунктов, они были перенесены дальше от берега в 1935 году, когда озеро стало природоохранной зоной. В окрестностях озера расположено несколько деревень.